# Parać
Parać je hrvatsko prezime.
Paraći u Hrvatskoj su Hrvati, najvećim dijelom iz mjesta Puljane kod Knina, te iz Solina.

## Solinski Paraći
Don Lovre Katić o solinskim Paraćima piše: »Paraći su doselili iz Petrova polja, iz sela Ružić, gdje ih još ima.« Matice krštenih, vjenčanih i umrlih župe svetoga Martina u Vranjicu dokazuju kada su se Paraći nastanili u Vranjicu i Solinu. Prvi je zapis o Paraćima u matici vjenčanih od 14. kolovoza 1667. kad je harambaša Ivan Parać svjedok na vjenčanju. On je 27. veljače 1678. zapisan u matici krštenih kao kum, a prvo krštenje jednoga djeteta Paraćevih zabilježeno je 13. siječnja 1686.:
Iz ovoga zapisa može zaključiti 
da je harambaša Ivan Parać doselio u Solin s obitelji, a njegova su djeca rođena i krštena negdje drugdje, još prije njihova doseljenja u Solin. Najstariji poznati popis doseljenika je onaj od 28. veljače 1660. U njemu nema Paraća, pa zato možemo pretpostaviti da su doselili između 1660. i 1667. godine.

## Rasprostranjenost
U Hrvatskoj danas živi oko 400 Paraća u 170 domaćinstava.
Prisutni su u većini hrvatskih županija, u 26 gradova i 24 manja naselja, najviše u Zagrebu (135), Zadru (55), Splitu (35), Solinu (20), te u Vinkovcima (20).

## Poznate osobe
Solinski Paraći
- Frano Parać
- Ivo Parać
- Vjekoslav Parać